# Islandiana falsifica
Islandiana falsifica là một loài nhện trong họ Linyphiidae.
Loài này thuộc chi Islandiana. Islandiana falsifica được Eugen von Keyserling miêu tả năm 1886.